# Pfarrkirche Baldramsdorf

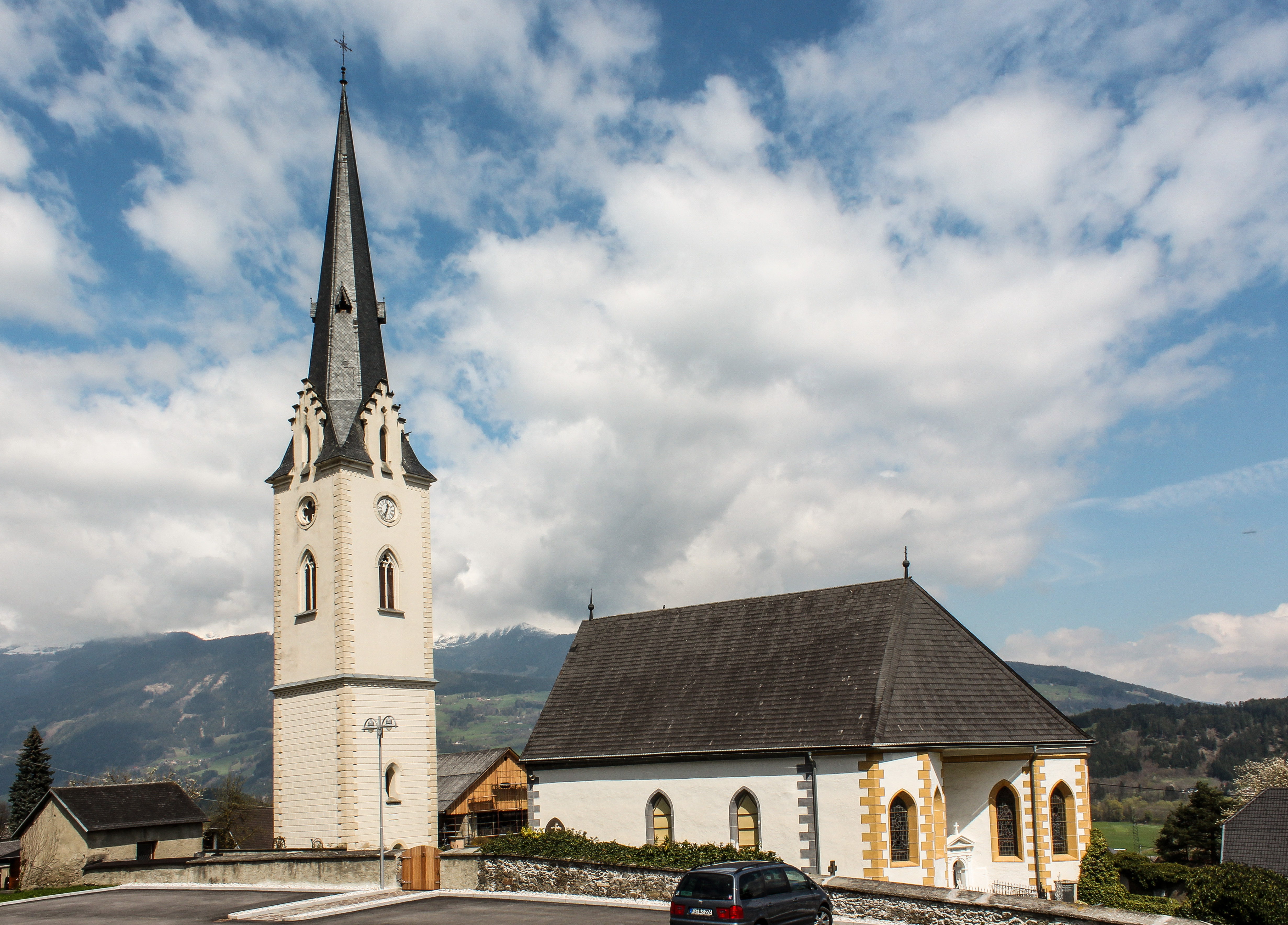
Katholische Pfarrkirche hl. Martin in Baldramsdorf

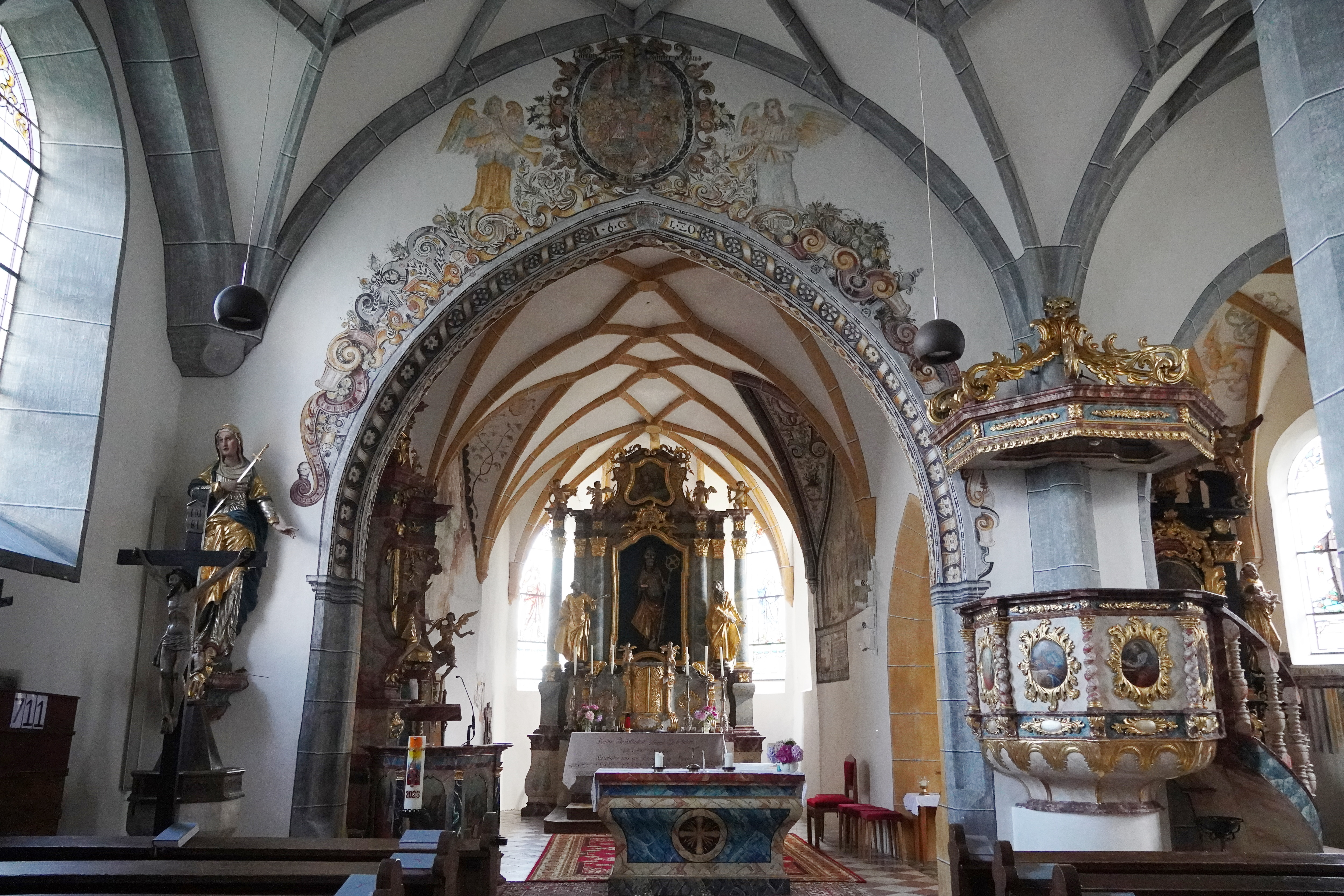
Innenraum

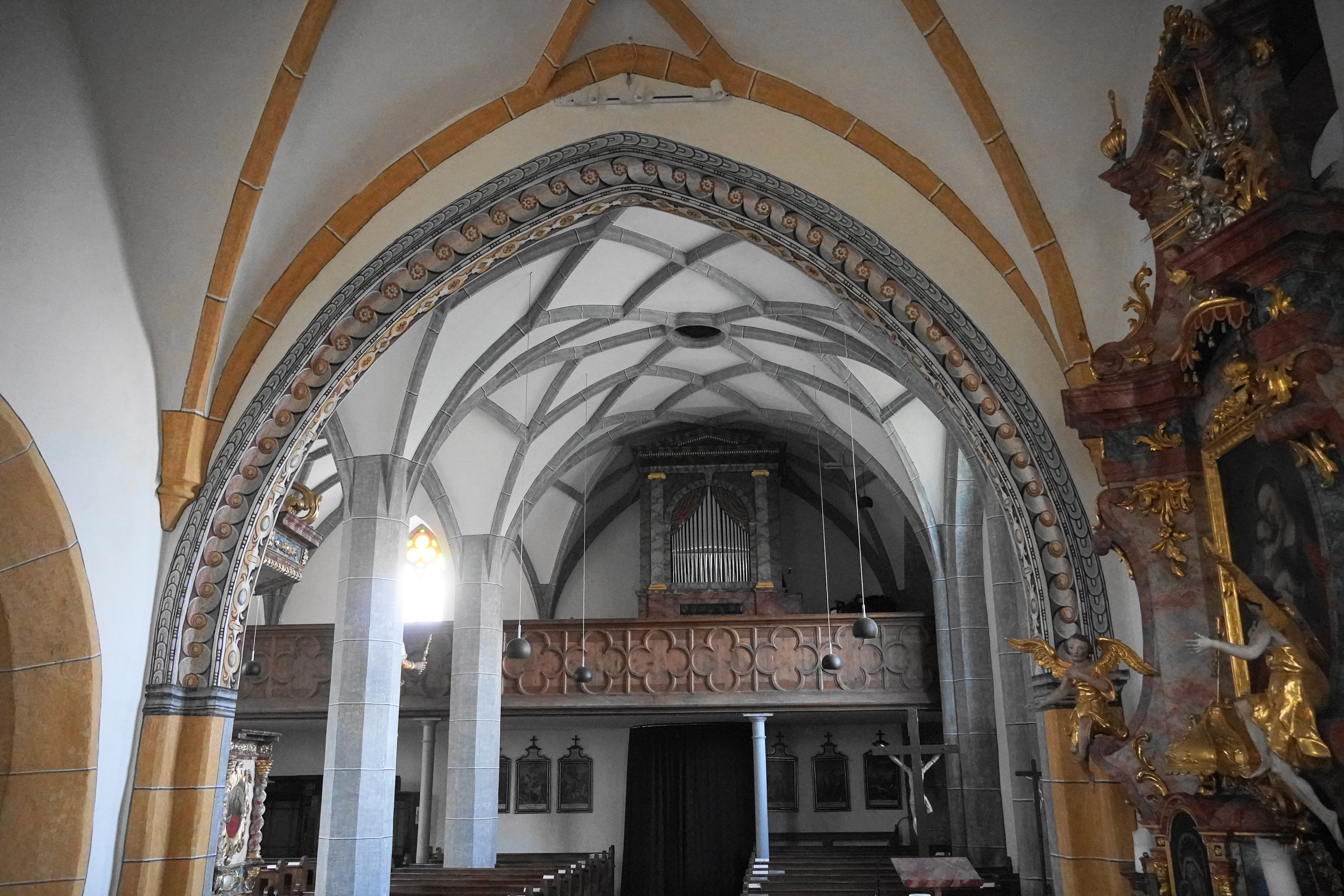
Ansicht der Empore mit der Kirchenorgel

Die Pfarrkirche Baldramsdorf steht in der Gemeinde Baldramsdorf im Bezirk Spittal an der Drau in Kärnten. Die auf den heiligen Martin von Tours geweihte römisch-katholische Pfarrkirche gehört zum Dekanat Spittal an der Drau der Diözese Gurk-Klagenfurt. Die Kirche und der Friedhof stehen unter Denkmalschutz (Listeneintrag).

## Geschichte
Eine Kirche wurde urkundlich im Anfang des 12. Jahrhunderts genannt. 1258 urkundlich eine Pfarre. Der bemerkenswerte spätgotische Kirchenbau wurde laut Inschrift 1522 von Laurenz Rieder gewölbt. 1884/1885 wurde das Obergeschoß und der Spitzhelm des Turmes errichtet. 1948 war eine Restaurierung.

## Architektur
An das zweischiffige Langhaus, breiteres Nordschiff und schmaleres Südschiff schließt ein eingezogener Nordchor und ein kürzerer Südchor an. Im nördlichen Chorwinkel steht ein zweigeschoßiger Sakristeianbau. Der freistehende Turm steht im Westen. Das spätgotische spitzbogige profilierte Westportal erhielt im 19. Jahrhundert eine kleine Vorhalle. Die nördliche Langhauswand hat drei Strebepfeiler. Das mittige Chorfenster zeigt spätgotisches Maßwerk, alle anderen Fenster sind barock verändert. Beim Turm sind die beiden unteren Geschoße spätgotisch, das Obergeschoß und der Helm aus 1885 sind neugotisch. In die Mauern der West- und Nordfront wurden römische Relieffragmente vermauert.
Das Kircheninnere zeigt sich mit einem zweischiffigen Hallenlanghaus – nördlich wesentlich breiter als südlich – unter einem einheitlichen Netzrippengewölbe auf zwei Achteckpfeilern und kräftigen Wandpfeilern, mit halbrunden Vorlagen an der Nordwand, und Konsolen an der Südwand. Die eingebaute Westempore steht auf Säulchen. Die zwei spitzbogigen und herabgezogenen Triumphbögen sind gekehlt bzw. abgefast, mit der Jahresangabe 1620. Der lange Nordchor hat ein Netzrippengewölbe auf Konsolen, im ersten Joch ist ein spitzbogige Arkade mit einem abgefasten Gewände zum Südchor. In der Nordwand des Nordchores ist eine Sakristeitüre mit einem geraden Sturz. Der Südchor hat ein Sternrippengewölbe auf Konsolen.
Das Kircheninnere zeigt Wandmalereien: An der Südwand des Langhauses die Darstellung der Auferweckung des Jüngling von Naïn mit 1504. Im Nordchor nordseitig die Darstellung von Gesetz und Gnade mit Kreuzigung in einer Landschaft mit einer Rollwerkrahmung, Wenzel Aichler zugeschrieben, aus dem dritten Drittel des 16. Jahrhunderts. Im Nordchor südseitig Kreuzigung mit Maria, Johannes, Maria Magdalena, schwebenden Engeln, Landschaft, darunter kniender geistlicher Stifter mit 1619. Über dem nördlichen Triumphbogen Wappen, Inschrift im Gewölbefeld über dem nördlichen Triumphbogen: „Laurentz Rieder Maister der dises Gwölb hat gmacht“ mit der Jahreszahl 1522 und einem Steinmetzzeichen. Es gibt bemalte Schlusssteine, wie hl. Katharina im Südchor. 1980 wurden Fresken freigelegt, im Südchor Dreifaltigkeit mit 1574 mit Stifter und Inschrift, im Südschiff Auferweckung mit 1594 mit Stadtdarstellung.

## Ausstattung
Der Hochaltar aus 1773 als Säulenretabel trägt die Statue hl. Martin aus der Ossiacher Werkstatt um 1525/1520 und die Seitenfiguren Peter und Paul, im Oberbild die Hll. Dreifaltigkeit.